# Marisa Davila
Pour les articles homonymes, voir Davila.
Marisa Davila, née le 24 avril 1997 à Murfreesboro, Tennessee, est une actrice américaine. Elle est surtout connue pour son rôle principal dans Super Giant Robot Brothers (en) (2022) et Grease: Rise of the Pink Ladies (2023),.

## Biographie
Davila est née le 24 avril 1997 à Murfreesboro, Tennessee, elle a toujours été entourée par les arts. Ses parents sont des musiciens professionnels, ce qui lui a permis de faire l'expérience de l'industrie du divertissement à un jeune âge. 

## Filmographie

### Cinéma
- 2017 : The Raking : Kelly
- 2018 : Tournament : Kate
- 2020 : Holidate : Princess Leia
- 2021 : Love and Baseball : Eva

### Télévision
- 2016 : Crazy Ex-Girlfriend : Chloe
- 2016 : Liv et Maddie (Liv and Maddie) : Choir Member #1
- 2017 : Speechless : Mary
- 2017 : Atypical : Madison Gold
- 2018 : Cloak and Dagger
- 2018 : We're Not Friends : Charlie
- 2019 : Carol's Second Act : Harper
- 2019 – 2020 : Schooled : Gina Rivera
- 2020 : I Am Not Okay with This : Mercedes Callahan
- 2021 : My Big Fat Blonde Musical : Megan
- 2022 : Super Giant Robot Brothers (en) : Alex Rose (voix)
- 2023 : Grease: Rise of the Pink Ladies : Jane Facciano